# Hittérítő
A hittérítő vagy másképp misszionárius olyan személy, aki valamilyen vallási csoport képviseletében – sokszor a hazáján kívül – a saját hitére és vallására igyekszik téríteni másokat.

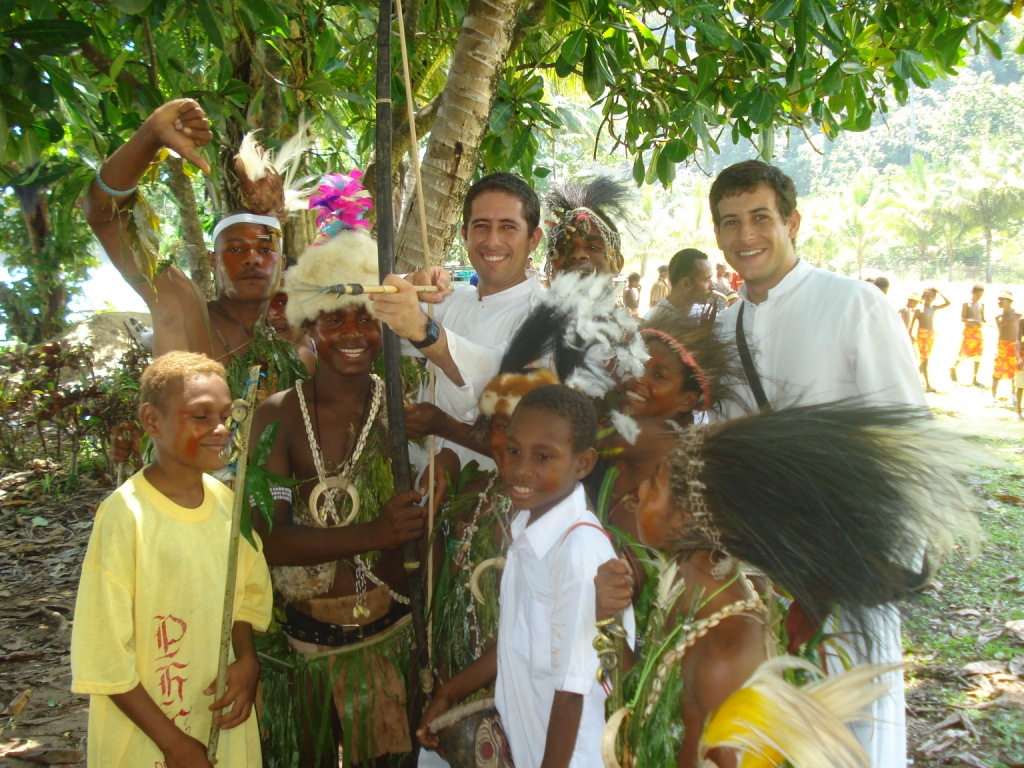
Katolikus hittérítők (fehérben) Pápua Új-Guineában

## Kereszténység
Az evangéliumokban Jézus Krisztus úgy van feljegyezve, mint aki arra utasította az apostolokat, hogy tegyenek tanítványokká minden népet. Ezt a versszakaszt a keresztény misszionáriusok a „nagy megbízás”nak nevezik és a misszionáriusi munkára ösztönöz.
Régen általánosan elfogadott értelemben a hittérítő az volt aki az ún. pogányok kereszténységre térítésén fáradozott. Ilyenek voltak a misszionáriusok. Hittérítőknek nevezték azokat is, akik az egyháztól elpártolt tanokat kiirtani törekedtek és az egyház tanait védelmezték mindenféle más nézettel szemben, békés vagy erőszakos úton. 
A katolicizmusban hittérítőknek nevezték azokat is, akik megtérítették az egyház közömbös tagjait, a bűnösöket pedig a szószék és gyóntatószék segítségével a keresztény életre vezették.